# Sailor Jerry
Sailor Jerry (Bürgerlicher Name: Norman Keith Collins) (* 14. Januar 1911 in Reno (Nevada); † 12. Juni 1973) war ein US-amerikanischer Tätowierer, u. a. Lehrer von Don Ed Hardy.

## Leben
Collins wurde am 14. Januar 1911 in Reno (Nevada) geboren. Er gilt als Amerikas führender Tattoo-Künstler seiner Zeit. Dort wird das Tattoo-Handwerk sogar in die Äras „BSJ“ und „ASJ“ unterteilt: „Before Sailor Jerry“ und „After Sailor Jerry“. Er lernte das Tätowieren von „Big Mike“ aus Palmer in Alaska und Gib „Tatts“ Thomas aus Chicago.
Im Alter von 19 Jahren trat Collins in die United States Navy ein. Sailor Jerry blieb sein ganzes Leben lang ein Seemann. Künstlerisch wurde er also einerseits von seiner soldatischen Haltung als amerikanischer Seefahrer und andererseits von der Mystik und den technischen Fähigkeiten des fernen Ostens beeinflusst. Auch während seiner Karriere als Tätowierer arbeitete er als lizenzierter Kapitän eines großen Dreimastschoners, auf dem er Führungen der Hawaii-Inseln unternahm.
Collins erweitert die Palette von Farben durch die Entwicklung eigener Pigmente. Er entwickelte Nadel-Formationen, die die eingebetteten Pigmente mit geringerem Verletzungsrisiko in die Haut einbrachten und verwendete als einer der ersten Tätowierer Einweg-Nadeln und Sterilisationsgeräte. Tattoos betrachtete er als die ultimative Rebellion. In seinem Studio in Honolulu verfeinerte er den Fette-Linie-Stil, den er von Horihide in Japan gelernt hatte.
Collins lehrte Ed Hardy und Mike Malone das Tätowieren.
Norman Collins ist auf dem National Memorial Cemetery of the Pacific begraben, einem Soldatenfriedhof in Punchbowl Crater in Honolulu. Mike Malone übernahm Sailor Jerrys Tattoostudio nach dessen Tod.
Seine Flash Drawings wurden in Ausstellungen im Musée du quai Branly in Paris sowie dem Fields Museum in Chicago gezeigt und sind Teil der Sammlung Zander in Köln.

## Sailor Jerry Ltd.

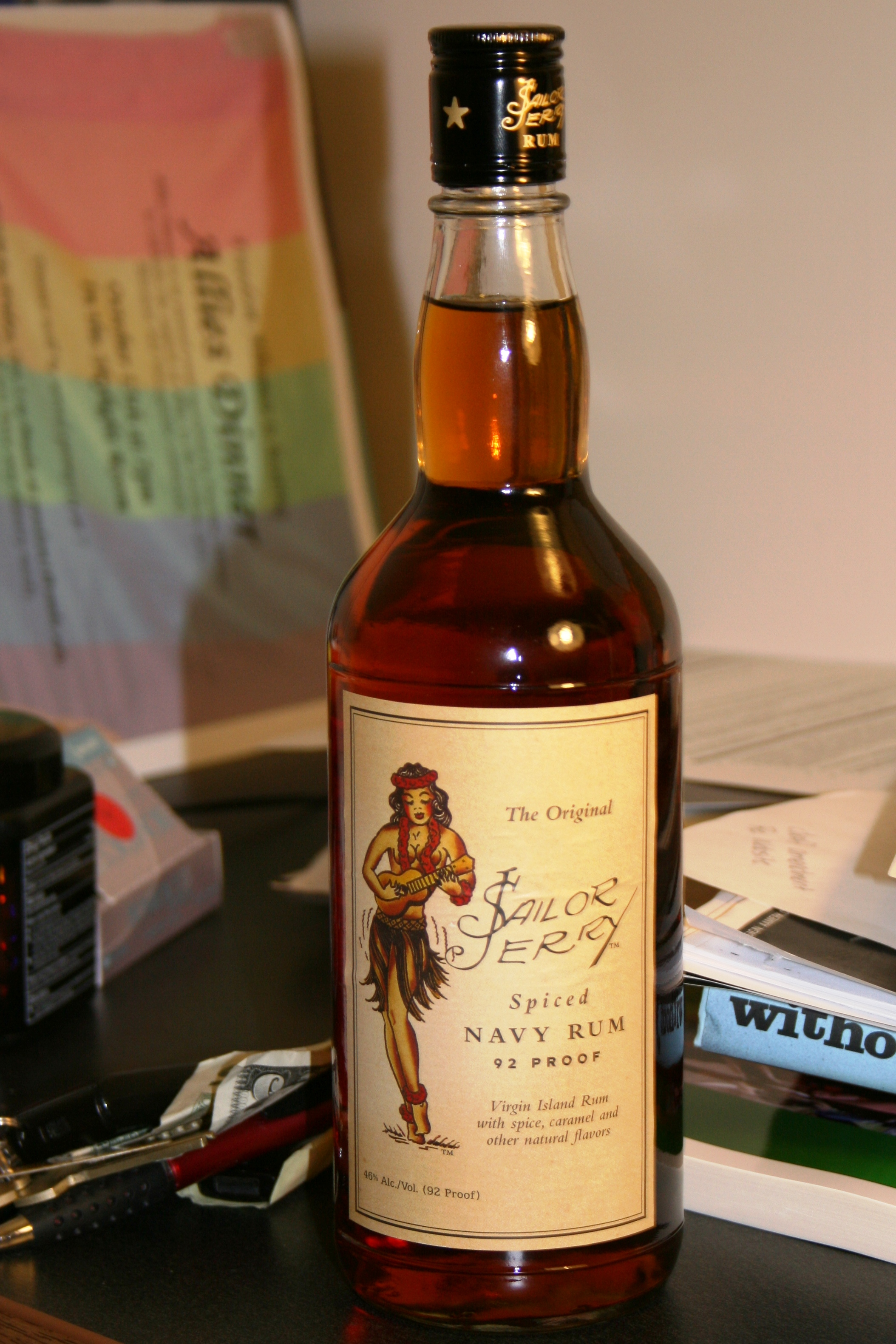
Eine Flasche Sailor Jerry’s Spiced Navy Rum

Im Jahr 1999 gründeten Ed Hardy und Malone die Sailor Jerry Ltd., produzierten Kleidung und eine Sammlung von anderen Gegenständen, wie z. B. Aschenbecher, Sneakers, Spielkarten, Schlüssel und Schnapsgläser.
Sailor Jerry Ltd. produziert einen 40-prozentigen Navy-Rum mit einem von Sailor Jerry entworfenen Hula-Mädchen auf dem Etikett. Bei einer leeren Flasche sind auf der Innenseite des Etiketts weitere von ihm entworfene Pin-up-Girls sichtbar. Der Rum wird auf den Jungferninseln destilliert.